# Bachmač
Bachmač (in ucraino Бахмач?; in russo Бахмач?) è una città ucraina (16 862 abitanti) nel distretto di Nižyn, nell'oblast' di Černihiv. Ospita l'amministrazione della comunità territoriale di Bachmač, una delle comunità territoriali dell'Ucraina.
Fino al 18 luglio 2020 Bachmač è stata il centro amministrativo del distretto di Bachmač, abolito come parte della riforma amministrativa dell'Ucraina, che ha ridotto a cinque il numero dei distretti dell'oblast' di Černihiv. L'area del distretto di Bachmač è stata fusa nel distretto di Nižyn.